# Центральный колледж искусства и дизайна имени Святого Мартина
Центра́льный ко́лледж иску́сства и диза́йна им. Свято́го Ма́ртина (англ. Central Saint Martins College of Art and Design / CSM) — один из старейших англоязычных университетов по дизайну в мире, а также первый подобный вуз в Великобритании. Основан в 1854 году, расположен в городе Лондон.
Центральный колледж был сформирован в 1989 году в результате слияния Центральной школы искусств и дизайна, основанной в 1896 году и Школы искусств Святого Мартина, основанной в 1854 году. Центральный колледж искусства и дизайна вошла в состав Лондонского института в 1986 году, федеральный орган сформирован в Лондоне. Лондонский институт получил статус университета и был переименован в Лондонский университет искусств в 2004 году. В драматическом центре Лондона, основанном в 1963 году, и Школе Байема Шоу, основанном в 1910 году, присоединился Центральный Колледж Искусства и Дизайна им. Святого Мартина в 1999 и 2003 годах в качестве неотъемлемой школы, поддерживая их отдельные главы и учебные подходы. Центральный Сэйнт Мартинс в настоящее время сотрудничает с Лондонской студией для разработки новых курсов в танце и смежных дисциплинах.

## Школы и местоположение
Central Saint Мартинс включает пять школ: 
- Школа искусств
- Школа моды и текстиля
- Школа графического дизайна и промышленного дизайна
- Драматический Центр Лондона
- Школа искусств Байема Шоу